# Чезена, Микеле
Микеле Чезена (Михаил Чезенский) или Микеле из Чезена (итал. Michele da Cesena; около 1270 — 29 ноября 1342, Мюнхен) — итальянский францисканец, 16-й Генеральный министр (генерал) нищенствующего монашеского ордена францисканцев (1316—1328), сыгравший заметную роль в истории ордена, философ и теолог. Видный церковный деятель XIV века. Его пропаганда Апостольской бедности привела к конфликту с Папой Иоанном XXII.

## Биография
В начале своей деятельности принадлежал к ортодоксальной группе францисканцев, так называемым конвентуалам, и относился вполне отрицательно к деятельности и учению спиритуалов. Так как конвентуалам принадлежала руководящая роль в ордене, то они и выбрали Микеле Чезена в 1316 году в генеральные министры. Почти одновременно с ним занял папский престол Иоанн XXII, человек, решившийся искоренить либеральные течения среди миноритов. Но бороться со спиритуалами обычными средствами, в числе которых костры святой инквизиции занимали первое место, оказалось невозможным, и папа римский решил помочь полицейской борьбе изменением догматов. Так как основу многих ересей представляла доведённая до крайности идея бедности, то буллами ad conditorem canonum (8 декабря 1322 г.) и cum inter nonnulos (12 ноября 1323) признал за францисканцами право собственности. Это было нападение на самое основание ордена, и оно немедленно вызвало отпор. Против буллы выступил во всеоружии своей учёности английский францисканец Уильям Оккам; дело осложнилось спором папы с императором Людовиком IV Баварским, который был очень рад найти в неудовольствии миноритов новое оружие против курии.
Микеле Чезена стал вместе с Бонаграцией Бергамским (ок. 1265—1340) во главе догматической оппозиции, как только папа издал свои злополучные буллы. Его агитация вызвала недовольство папы Иоанна XXII; генеральный министр был вызван в 1327 году в Авиньон и над ним было назначено следствие. Но Чезена не дождался его конца и бежал вместе с Бонаграцией и Оккамом ко двору Людовика IV и приобрёл там такое влияние, что отодвинул несколько знаменитого автора «Defensor Pacis» («Защитник мира») Марсилия Падуанского.
28 мая 1328 года Иоанн XXII уволил Микеле Чезена с должности генерала ордена францисканцев. 6 июня 1329 года папа объявил о его отлучении. Уильям Оккам и Бонаграция Бергамский были отлучены от церкви вместе с генералом. Отлучение от церкви было подтверждено 16 ноября того же года.
Очутившись в безопасности, Микеле Чезена продолжал борьбу с папою, которого отказался признать. По желанию Иоанна XXII в 1329 году состоялось собрание ордена, где Михаил Чезенский был осуждён и лишён сана. Но упорный монах продолжал свою полемику с папскими буллами. Группа монахов осталась верна Михаилу Чезенскому. Эти братья не признали нового генерала Жерара Одониса и собственно решение Папы.
Сильный удар его положению нанесло отречение антипапы Петра Корбария, которого он считал папою под именем Николая V. С этого времени его партия стала слабеть. Потом от него отшатнулся и Людовик IV, и преемникам Иоанна XXII было уже сравнительно нетрудно вернуть строптивый орден к повиновению курии и отказу от ересей.
Михаил Чезенский оставался при императорском дворе до конца своей жизни. Поддерживаемый Уильямом Оккамом и Марсилием Падуанским, он был членом лагеря гибеллинов. До конца жизни он был хранителем печати Ордена. Умер 29 ноября 1342 года в Мюнхене. Официально реабилитирован в 1359 году.
Михаил Чезенский является одним из персонажей романа Умберто Эко «Имя розы». В одноимённом фильме, снятом в 1986 году режиссёром Жан-Жаком Анно, его роль исполняет актёр Леопольдо Триесте.